# Список фронтов вооружённых сил РККА (1941—1945)
В этой статье приведён список фронтов вооружённых сил РККА, которые имелись в Рабоче-крестьянской Красной Армии (РККА) Вооружённых Сил СССР во время Второй мировой войны (1941—1945).
Фронт — это оперативно-стратегическое объединение вооружённых сил, создаваемое обычно с началом войны. Фронт предназначается для решения оперативно-стратегических задач на одном стратегическом или нескольких операционных направлениях континентального театра военных действий.
В годы Второй мировой войны фронт был важнейшим звеном в системе управления советских вооружённых сил. Как правило, в него входили несколько армий, а также, в зависимости от периода войны, различные механизированные, танковые, авиационные, артиллерийские и другие соединения. Стратегические операции обычно проводились силами нескольких (двух, трёх и даже четырёх) фронтов. До 90 % наступательных и оборонительных стратегических операций проведено с участием именно таких группировок войск. Фронтовые операции проводились силами одного фронта, иногда с привлечением части сил другого фронта.
В начале Великой Отечественной войны на советско-германском фронте было развёрнуто пять фронтов, в декабре 1941 года их насчитывалось восемь, к концу 1942 года — двенадцать, а в 1943 году их число достигло тринадцати. Эти изменения были связаны с расширением территории, охваченной боевыми действиями, и необходимостью разукрупнения группировок войск в интересах улучшения управления.
В зависимости от складывающейся стратегической обстановки отдельные фронтовые объединения расформировывались, другие создавались вновь, некоторые переименовывались. Например, 12 июля 1942 года было расформировано управление Юго-Западного фронта, а его войска вошли в состав созданного Сталинградского фронта. 7 августа 1942 года Сталинградский фронт был разделён на два: собственно Сталинградский и Юго-Восточный, но уже 10 августа 1942 года Сталинградский фронт, оставаясь под своим наименованием, был подчинён Юго-Восточному фронту. 28 сентября 1942 года Сталинградский фронт был переименован в Донской, а Юго-Восточный стал Сталинградским. Всего за время войны, не считая управлений фронтов ПВО, было создано 24 фронтовых управления.
Во второй половине 1943 года число фронтов стало уменьшаться. К концу Великой Отечественной войны их осталось восемь (Ленинградский, 1-й, 2-й и 3-й Белорусские, 1-й, 2-й, 3-й и 4-й Украинские). Это было обусловлено и сокращением протяжённости линии фронта, и приобретением военачальниками опыта руководства более крупными по своему составу фронтовыми объединениями.
С точки зрения подчинённых войск, фронт никогда не имел постоянного состава на протяжении более или менее продолжительного времени, чего нельзя сказать о фронтовом управлении, содержавшемся по утверждённому штату. Управления фронтов в начале войны в основном разворачивались из управлений военных округов, а в дальнейшем могли формироваться на базе расформированных управлений, на основе полевых управлений армий или заново. Войска, подчинённые фронту, в зависимости от обстановки на театре военных действий могли быть изъяты и переданы на другой фронт или отправлены в резерв ВГК.
В таблице перечислены все управления фронтов, которые существовали во время войны, исключая управления фронтов ПВО.

## Таблица
| Столбец                        | Указано |
| ------------------------------ | --- |
| Основа формирования            | Приводится то воинское формирование, на основе личного состава управления которого проведено формирование управления фронта. Если основа формирования не указана, то управление фронта было сформировано заново.                                                                                            |
| Дата формирования              | Приводится точная дата формирования управления фронта. Передача управлению фронта войск могла производиться как в момент формирования, так и впоследствии. Как правило, формирование фронта происходило через несколько дней после выхода директивы высшего командования о его формировании.                |
| Оборонительные операции        | Приводятся те оборонительные операции, в которых фронт был задействован (в том числе частично). |
| Наступательные операции        | Приводятся те наступательные операции, в которых фронт был задействован (в том числе частично). |
| Дальнейшая судьба              | См. раздел «Обозначения в таблице» |
| Дата прекращения существования | Указывается дата прекращения существования управления фронта под указанным наименованием. При этом надо иметь в виду, что дата прекращения боевых действий управлением фронта и дата прекращения существования могут отличаться, поскольку управление фронта могло достаточно долго существовать без войск. |
| Преемник                       | Указывается, что именно было сформировано на основе управления фронтом после прекращения его существования под указанным наименованием. |
| Командующие фронтом            | Указаны командующие фронтом, расположенные в хронологическом порядке. |

### Обозначения в таблице
- Знаком  обозначены управления фронтов, которые имелись в составе вооружённых сил на момент окончания Великой Отечественной войны (войны с Японией). Для них также указывается послевоенный преемник (если имеется).
- Знаком  обозначены переименованные управления фронтов, получившие в ходе организационно-штатных мероприятий другое название и в основном сохранившие личный состав.
- Знаком  обозначены управления фронтов, чей личный состав в большинстве своём был обращён на формирование управления другим фронтом (округом или иным соединением).
- Знаком  обозначены управления фронтов, которые были расформированы в ходе организационных мероприятий. Нередко на основе расформированного управления фронта формировалось новое управление.

## Фронтовые управления

### Белорусский фронт
| Основа формирования                 | Дата формирования                   | Боевой путь (операции)              | Боевой путь (операции)                       | Дальнейшая судьба                   | Дата прекращения существования      | Преемник                            | Командующие фронтом                 |                                     |
| Основа формирования                 | Дата формирования                   | Оборонительные                      | Наступательные                               | Дальнейшая судьба                   | Дата прекращения существования      | Преемник                            | Командующие фронтом                 |                                     |
| Белорусский фронт 1-го формирования | Белорусский фронт 1-го формирования | Белорусский фронт 1-го формирования | Белорусский фронт 1-го формирования          | Белорусский фронт 1-го формирования | Белорусский фронт 1-го формирования | Белорусский фронт 1-го формирования | Белорусский фронт 1-го формирования | Белорусский фронт 1-го формирования |
| ----------------------------------- | ----------------------------------- | ----------------------------------- | -------------------------------------------- | ----------------------------------- | ----------------------------------- | ----------------------------------- | ----------------------------------- | ----------------------------------- |
| Центральный фронт (2ф)              | 20.10.1943                          | Не участвовал                       | Гомельско-Речицкая → Калинковичско-Мозырская |                                     | 24.02.1944                          | 1-й Белорусский фронт (1ф)          | К. К. Рокоссовский                  |                                     |
| Белорусский фронт 2-го формирования |                                     |                                     |                                              |                                     |                                     |                                     |                                     |                                     |
| 1-й Белорусский фронт (1ф)          | 5.4.1944                            | Не участвовал                       | Не участвовал                                |                                     | 16.4.1944                           | 1-й Белорусский фронт (2ф)          | К. К. Рокоссовский                  |                                     |

### 1-й Белорусский фронт
| Основа формирования                     | Дата формирования                       | Боевой путь (операции)                  | Боевой путь (операции) | Дальнейшая судьба                       | Дата прекращения существования          | Преемник                                | Командующие фронтом                     |                                         |
| Основа формирования                     | Дата формирования                       | Оборонительные                          | Наступательные | Дальнейшая судьба                       | Дата прекращения существования          | Преемник                                | Командующие фронтом                     |                                         |
| 1-й Белорусский фронт 1-го формирования | 1-й Белорусский фронт 1-го формирования | 1-й Белорусский фронт 1-го формирования | 1-й Белорусский фронт 1-го формирования | 1-й Белорусский фронт 1-го формирования | 1-й Белорусский фронт 1-го формирования | 1-й Белорусский фронт 1-го формирования | 1-й Белорусский фронт 1-го формирования | 1-й Белорусский фронт 1-го формирования |
| --------------------------------------- | --------------------------------------- | --------------------------------------- | --- | --------------------------------------- | --------------------------------------- | --------------------------------------- | --------------------------------------- | --------------------------------------- |
| Белорусский фронт 1-го формирования     | 24.2.1944                               | Не участвовал                           | Рогачевско-Жлобинская |                                         | 5.4.1944                                | Белорусский фронт 2-го формирования     | К. К. Рокоссовский                      |                                         |
| 1-й Белорусский фронт 2-го формирования |                                         |                                         | |                                         |                                         |                                         |                                         |                                         |
| Белорусский фронт 2-го формирования     | 16.4.1944                               | Не участвовал                           | Бобруйская → Минская → Люблин-Брестская → Сероцкая → Варшавско-Познанская → Боевые действия по удержанию и расширению плацдарма в районе Кюстрина → Арнсвальде-Кольбергская → Альтдамская → Зееловско-Берлинская |                                         | 10.6.1945                               | Группа советских войск в Германии       | К. К. Рокоссовский Г. К. Жуков          |                                         |

### 2-й Белорусский фронт
| Основа формирования                     | Дата формирования                       | Боевой путь (операции)                  | Боевой путь (операции) | Дальнейшая судьба                       | Дата прекращения существования          | Преемник                                | Командующие фронтом                           |                                         |
| Основа формирования                     | Дата формирования                       | Оборонительные                          | Наступательные | Дальнейшая судьба                       | Дата прекращения существования          | Преемник                                | Командующие фронтом                           |                                         |
| 2-й Белорусский фронт 1-го формирования | 2-й Белорусский фронт 1-го формирования | 2-й Белорусский фронт 1-го формирования | 2-й Белорусский фронт 1-го формирования                                                                                        | 2-й Белорусский фронт 1-го формирования | 2-й Белорусский фронт 1-го формирования | 2-й Белорусский фронт 1-го формирования | 2-й Белорусский фронт 1-го формирования       | 2-й Белорусский фронт 1-го формирования |
| --------------------------------------- | --------------------------------------- | --------------------------------------- | --- | --------------------------------------- | --------------------------------------- | --------------------------------------- | --------------------------------------------- | --------------------------------------- |
| Северо-Западный фронт                   | 24.2.1944                               | Не участвовал                           | Полесская |                                         | 5.4.1944                                | Не имеется                              | П. А. Курочкин                                |                                         |
| 2-й Белорусский фронт 2-го формирования |                                         |                                         | |                                         |                                         |                                         |                                               |                                         |
| 10-я армия (3-го формирования)          | 16.4.1944                               | Не участвовал                           | Могилёвская → Белостокская → Ломжа-Ружанская → Млавско-Эльбингская → Хойнице-Кезлинская → Данцигская → Штеттинско-Ростокинская |                                         | 10.6.1945                               | Северная группа войск                   | И. Е. Петров Г. Ф. Захаров К. К. Рокоссовский |                                         |

### 3-й Белорусский фронт
| Основа формирования   | Дата формирования     | Боевой путь (операции) | Боевой путь (операции) | Дальнейшая судьба     | Дата прекращения существования | Преемник                    | Командующие фронтом                                 |                       |
| Основа формирования   | Дата формирования     | Оборонительные         | Наступательные | Дальнейшая судьба     | Дата прекращения существования | Преемник                    | Командующие фронтом                                 |                       |
| 3-й Белорусский фронт | 3-й Белорусский фронт | 3-й Белорусский фронт  | 3-й Белорусский фронт | 3-й Белорусский фронт | 3-й Белорусский фронт          | 3-й Белорусский фронт       | 3-й Белорусский фронт                               | 3-й Белорусский фронт |
| --------------------- | --------------------- | ---------------------- | --- | --------------------- | ------------------------------ | --------------------------- | --------------------------------------------------- | --------------------- |
| Западный фронт        | 24.4.1944             | Не участвовал          | Витебско-Оршанская → Вильнюсская → Гумбиннен-Гольдапская → Инстербургско-Кенигсбергская → Растенбургско-Хейльсбергская → Браунсбергская → Штурм Кенигсберга → Земландская |                       | 15.8.1945                      | Барановичский военный округ | И. Д. Черняховский А. М. Василевский И. Х. Баграмян |                       |

### Брянский фронт
| Основа формирования                                              | Дата формирования                | Боевой путь (операции)                               | Боевой путь (операции)                        | Дальнейшая судьба                | Дата прекращения существования   | Преемник                                                         | Командующие фронтом                                                           |                                  |
| Основа формирования                                              | Дата формирования                | Оборонительные                                       | Наступательные                                | Дальнейшая судьба                | Дата прекращения существования   | Преемник                                                         | Командующие фронтом                                                           |                                  |
| Брянский фронт 1-го формирования                                 | Брянский фронт 1-го формирования | Брянский фронт 1-го формирования                     | Брянский фронт 1-го формирования              | Брянский фронт 1-го формирования | Брянский фронт 1-го формирования | Брянский фронт 1-го формирования                                 | Брянский фронт 1-го формирования                                              | Брянский фронт 1-го формирования |
| ---------------------------------------------------------------- | -------------------------------- | ---------------------------------------------------- | --------------------------------------------- | -------------------------------- | -------------------------------- | ---------------------------------------------------------------- | ----------------------------------------------------------------------------- | -------------------------------- |
| 20-й стрелковый корпус 25-й механизированный корпус              | 16.8.1941                        | Гомельско-Трубчевская → Орловско-Брянская → Тульская | Не участвовал                                 |                                  | 10.11.1941                       | Оперативная группа под командованием генерал-лейтенанта Костенко | А. И. Ерёменко М. П. Петров Г. Ф. Захаров                                     |                                  |
| Брянский фронт 2-го формирования                                 |                                  |                                                      |                                               |                                  |                                  |                                                                  |                                                                               |                                  |
| Оперативная группа под командованием генерал-лейтенанта Костенко | 24.12.1941                       | Касторненская → Харьковская                          | Воронежско-Касторненская → Мало-Архангельская |                                  | 12.3.1943                        | Резервный фронт 2-го формирования                                | Я. Т. Черевиченко Ф. И. Голиков Н. Е. Чибисов К. К. Рокоссовский М. А. Рейтер |                                  |
| Брянский фронт 3-го формирования                                 |                                  |                                                      |                                               |                                  |                                  |                                                                  |                                                                               |                                  |
| Орловский фронт                                                  | 28.3.1943                        | Не участвовал                                        | Болховско-Орловская → Брянская                |                                  | 10.10.1943                       | Прибалтийский фронт                                              | М. А. Рейтер М. М. Попов                                                      |                                  |

### Волховский фронт
| Основа формирования                | Дата формирования                  | Боевой путь (операции)                            | Боевой путь (операции)                                                   | Дальнейшая судьба                  | Дата прекращения существования     | Преемник                             | Командующие фронтом                |                                    |
| Основа формирования                | Дата формирования                  | Оборонительные                                    | Наступательные                                                           | Дальнейшая судьба                  | Дата прекращения существования     | Преемник                             | Командующие фронтом                |                                    |
| Волховский фронт 1-го формирования | Волховский фронт 1-го формирования | Волховский фронт 1-го формирования                | Волховский фронт 1-го формирования                                       | Волховский фронт 1-го формирования | Волховский фронт 1-го формирования | Волховский фронт 1-го формирования   | Волховский фронт 1-го формирования | Волховский фронт 1-го формирования |
| ---------------------------------- | ---------------------------------- | ------------------------------------------------- | ------------------------------------------------------------------------ | ---------------------------------- | ---------------------------------- | ------------------------------------ | ---------------------------------- | ---------------------------------- |
| Ленинградский фронт                | 17.12.1941                         | Операция по выводу из окружения 2-й ударной армии | Любанская                                                                |                                    | 23.4.1942                          | Группа войск Волховского направления | К. А. Мерецков                     |                                    |
| Волховский фронт 2-го формирования |                                    |                                                   |                                                                          |                                    |                                    |                                      |                                    |                                    |
| Волховская группа войск            | 9.6.1942                           | Не участвовал                                     | Синявинская → Прорыв блокады Ленинграда → Мгинская → Новгородско-Лужская |                                    | 15.2.1944                          | Не имеется                           | К. А. Мерецков                     |                                    |

### Воронежский фронт
| Основа формирования              | Дата формирования | Боевой путь (операции)                                          | Боевой путь (операции) | Дальнейшая судьба | Дата прекращения существования | Преемник             | Командующие фронтом         |                   |
| Основа формирования              | Дата формирования | Оборонительные                                                  | Наступательные | Дальнейшая судьба | Дата прекращения существования | Преемник             | Командующие фронтом         |                   |
| Воронежский фронт                | Воронежский фронт | Воронежский фронт                                               | Воронежский фронт | Воронежский фронт | Воронежский фронт              | Воронежский фронт    | Воронежский фронт           | Воронежский фронт |
| -------------------------------- | ----------------- | --------------------------------------------------------------- | --- | ----------------- | ------------------------------ | -------------------- | --------------------------- | ----------------- |
| Брянский фронт 2-го формирования | 9.7.1942          | Касторненская, Харьковская → на Белгородско-Курском направлении | Среднедонская → Боевые действия на рыльском и сумском направлениях → Острогожско-Россошанская → Воронежско-Касторненская → Харьковская, Белгородско-Богодуховская → Сумско-Прилукская → Лютежская |                   | 20.10.1943                     | 1-й Украинский фронт | Ф. И. Голиков Н. Ф. Ватутин |                   |

### Донской фронт
| Основа формирования  | Дата формирования | Боевой путь (операции)                                                | Боевой путь (операции)              | Дальнейшая судьба | Дата прекращения существования | Преемник          | Командующие фронтом |               |
| Основа формирования  | Дата формирования | Оборонительные                                                        | Наступательные                      | Дальнейшая судьба | Дата прекращения существования | Преемник          | Командующие фронтом |               |
| Донской фронт        | Донской фронт     | Донской фронт                                                         | Донской фронт                       | Донской фронт     | Донской фронт                  | Донской фронт     | Донской фронт       | Донской фронт |
| -------------------- | ----------------- | --------------------------------------------------------------------- | ----------------------------------- | ----------------- | ------------------------------ | ----------------- | ------------------- | ------------- |
| Сталинградский фронт | 30.9.1942         | Оборонительное сражение на ближних подступах к Сталинграду и в городе | Операция «Уран» → Операция «Кольцо» |                   | 15.2.1943                      | Центральный фронт | К. К. Рокоссовский  |               |

### Закавказский фронт
| Основа формирования                                             | Дата формирования                    | Боевой путь (операции)                                                            | Боевой путь (операции)                             | Дальнейшая судьба                    | Дата прекращения существования       | Преемник                             | Командующие фронтом                  |                                      |
| Основа формирования                                             | Дата формирования                    | Оборонительные                                                                    | Наступательные                                     | Дальнейшая судьба                    | Дата прекращения существования       | Преемник                             | Командующие фронтом                  |                                      |
| Закавказский фронт 1-го формирования                            | Закавказский фронт 1-го формирования | Закавказский фронт 1-го формирования                                              | Закавказский фронт 1-го формирования               | Закавказский фронт 1-го формирования | Закавказский фронт 1-го формирования | Закавказский фронт 1-го формирования | Закавказский фронт 1-го формирования | Закавказский фронт 1-го формирования |
| --------------------------------------------------------------- | ------------------------------------ | --------------------------------------------------------------------------------- | -------------------------------------------------- | ------------------------------------ | ------------------------------------ | ------------------------------------ | ------------------------------------ | ------------------------------------ |
| Закавказский военный округ Севастопольский оборонительный район | 23.8.1941                            | Не участвовал                                                                     | Ввод войск в Иран Керченско-Феодосийская десантная |                                      | 30.12.1941                           | Кавказский фронт                     | Д. Т. Козлов                         |                                      |
| Закавказский фронт 2-го формирования                            |                                      |                                                                                   |                                                    |                                      |                                      |                                      |                                      |                                      |
| Закавказский военный округ                                      | 15.5.1942                            | Новороссийская → Моздок-Малгобекская → Туапсинская → Нальчинско-Орджоникидзевская | Моздок-Ставропольская → Новороссийско-Майкопская   |                                      | 25.8.1945                            | Тбилисский военный округ             | И. В. Тюленев                        |                                      |

### Западный фронт
| Основа формирования           | Дата формирования | Боевой путь (операции) | Боевой путь (операции) | Дальнейшая судьба | Дата прекращения существования | Преемник              | Командующие фронтом                                                                                      |                |
| Основа формирования           | Дата формирования | Оборонительные | Наступательные | Дальнейшая судьба | Дата прекращения существования | Преемник              | Командующие фронтом                                                                                      |                |
| Западный фронт                | Западный фронт    | Западный фронт | Западный фронт | Западный фронт    | Западный фронт                 | Западный фронт        | Западный фронт                                                                                           | Западный фронт |
| ----------------------------- | ----------------- | --- | --- | ----------------- | ------------------------------ | --------------------- | --- | -------------- |
| Западный Особый военный округ | 22.6.1941         | Приграничное сражение в Белоруссии → Контрудар на борисовском направлении → Контрудар на лепельском направлении → Смоленская → Вяземская → Можайско-Малоярославецкая, Калининская, Тульская, Клинско-Солнечногорская, Наро-Фоминская | Рогачевско-Жлобинская → Смоленская, Клинско-Солнечногорская, Тульская, Калужская, Наро-Фоминская → Можайско-Вяземская → Вяземская воздушно-десантная → Ржевско-Сычевская → Контрудар войск Западного фронта в районе Сухиничи, Козельск → Ржевско-Сычевская → Болховско-Орловская → Ельнинско-Дорогобужская → Смоленско-Рославльская → Наступательная операция на оршанском направлении |                   | 24.4.1944                      | 3-й Белорусский фронт | Д. Г. Павлов А. И. Ерёменко С. К. Тимошенко И. С. Конев Г. К. Жуков В. Д. Соколовский И. Д. Черняховский |                |

### Кавказский фронт
| Основа формирования                  | Дата формирования | Боевой путь (операции) | Боевой путь (операции)           | Дальнейшая судьба | Дата прекращения существования | Преемник                                  | Командующие фронтом |                  |
| Основа формирования                  | Дата формирования | Оборонительные         | Наступательные                   | Дальнейшая судьба | Дата прекращения существования | Преемник                                  | Командующие фронтом |                  |
| Кавказский фронт                     | Кавказский фронт  | Кавказский фронт       | Кавказский фронт                 | Кавказский фронт  | Кавказский фронт               | Кавказский фронт                          | Кавказский фронт    | Кавказский фронт |
| ------------------------------------ | ----------------- | ---------------------- | -------------------------------- | ----------------- | ------------------------------ | ----------------------------------------- | ------------------- | ---------------- |
| Закавказский фронт 1-го формирования | 30.12.1941        | Не участвовал          | Керченско-Феодосийская десантная |                   | 28.1.1942                      | Крымский фронт Закавказский военный округ | Д. Т. Козлов        |                  |

### Калининский фронт
| Основа формирования | Дата формирования | Боевой путь (операции)                      | Боевой путь (операции) | Дальнейшая судьба | Дата прекращения существования | Преемник                | Командующие фронтом                      |                   |
| Основа формирования | Дата формирования | Оборонительные                              | Наступательные | Дальнейшая судьба | Дата прекращения существования | Преемник                | Командующие фронтом                      |                   |
| Калининский фронт   | Калининский фронт | Калининский фронт                           | Калининский фронт | Калининский фронт | Калининский фронт              | Калининский фронт       | Калининский фронт                        | Калининский фронт |
| ------------------- | ----------------- | ------------------------------------------- | --- | ----------------- | ------------------------------ | ----------------------- | ---------------------------------------- | ----------------- |
| Западный фронт      | 19.10.1941        | Калининская, Оборонительная в районе Белого | Калининская → Сычевско-Вяземская → Торопецко-Холмская → Ржевская → Ржевско-Сычевская → Великолукская → Ржевско-Сычевская → Духовщинско-Демидовская |                   | 20.10.1943                     | 1-й Прибалтийский фронт | И. С. Конев М. А. Пуркаев А. И. Ерёменко |                   |

### Карельский фронт
| Основа формирования | Дата формирования | Боевой путь (операции)         | Боевой путь (операции)                        | Дальнейшая судьба | Дата прекращения существования | Преемник         | Командующие фронтом         |                  |
| Основа формирования | Дата формирования | Оборонительные                 | Наступательные                                | Дальнейшая судьба | Дата прекращения существования | Преемник         | Командующие фронтом         |                  |
| Карельский фронт    | Карельский фронт  | Карельский фронт               | Карельский фронт                              | Карельский фронт  | Карельский фронт               | Карельский фронт | Карельский фронт            | Карельский фронт |
| ------------------- | ----------------- | ------------------------------ | --------------------------------------------- | ----------------- | ------------------------------ | ---------------- | --------------------------- | ---------------- |
| Северный фронт      | 19.10.1941        | Операция в Заполярье и Карелии | Свирско-Петрозаводская → Петсамо-Киркенесская |                   | 15.11.1944                     | Не имеется       | В. А. Фролов К. А. Мерецков |                  |

### Крымский фронт
| Основа формирования | Дата формирования | Боевой путь (операции)                                                         | Боевой путь (операции) | Дальнейшая судьба | Дата прекращения существования | Преемник       | Командующие фронтом |                |
| Основа формирования | Дата формирования | Оборонительные                                                                 | Наступательные         | Дальнейшая судьба | Дата прекращения существования | Преемник       | Командующие фронтом |                |
| Крымский фронт      | Крымский фронт    | Крымский фронт                                                                 | Крымский фронт         | Крымский фронт    | Крымский фронт                 | Крымский фронт | Крымский фронт      | Крымский фронт |
| ------------------- | ----------------- | ------------------------------------------------------------------------------ | ---------------------- | ----------------- | ------------------------------ | -------------- | ------------------- | -------------- |
| Кавказский фронт    | 28.1.1942         | Боевые действия на Керченском полуострове → Керченская оборонительная операция | Не участвовал          |                   | 19.5.1942                      | Не имеется     | Д. Т. Козлов        |                |

### Курский фронт
| Основа формирования  | Дата формирования | Боевой путь (операции) | Боевой путь (операции) | Дальнейшая судьба | Дата прекращения существования | Преемник        | Командующие фронтом |               |
| Основа формирования  | Дата формирования | Оборонительные         | Наступательные         | Дальнейшая судьба | Дата прекращения существования | Преемник        | Командующие фронтом |               |
| Курский фронт        | Курский фронт     | Курский фронт          | Курский фронт          | Курский фронт     | Курский фронт                  | Курский фронт   | Курский фронт       | Курский фронт |
| -------------------- | ----------------- | ---------------------- | ---------------------- | ----------------- | ------------------------------ | --------------- | ------------------- | ------------- |
| Резервный фронт (2ф) | 23.3.1943         | Не участвовал          | Не участвовал          |                   | 27.3.1943                      | Орловский фронт | М. А. Рейтер        |               |

### Ленинградский фронт
| Основа формирования | Дата формирования   | Боевой путь (операции)     | Боевой путь (операции) | Дальнейшая судьба   | Дата прекращения существования | Преемник                    | Командующие фронтом                                                                 |                     |
| Основа формирования | Дата формирования   | Оборонительные             | Наступательные | Дальнейшая судьба   | Дата прекращения существования | Преемник                    | Командующие фронтом                                                                 |                     |
| Ленинградский фронт | Ленинградский фронт | Ленинградский фронт        | Ленинградский фронт | Ленинградский фронт | Ленинградский фронт            | Ленинградский фронт         | Ленинградский фронт                                                                 | Ленинградский фронт |
| ------------------- | ------------------- | -------------------------- | --- | ------------------- | ------------------------------ | --------------------------- | ----------------------------------------------------------------------------------- | ------------------- |
| Северный фронт      | 27.8.1941           | Ленинградская → Тихвинская | Синявинская → Тихвинская → Любанская → Синявинская → Операция «Искра» → Мгинская → Ленинградско-Новгородская → Псковская → Выборгская → Нарвская → Таллинская → Моонзундская десантная → Курляндская |                     | 24.7.1945                      | Ленинградский военный округ | М. М. Попов К. Е. Ворошилов Г. К. Жуков И. И. Федюнинский М. С. Хозин Л. А. Говоров |                     |

### Московская зона обороны
| Основа формирования             | Дата формирования       | Боевой путь (операции)  | Боевой путь (операции)  | Дальнейшая судьба       | Дата прекращения существования | Преемник                | Командующие фронтом     |                         |
| Основа формирования             | Дата формирования       | Оборонительные          | Наступательные          | Дальнейшая судьба       | Дата прекращения существования | Преемник                | Командующие фронтом     |                         |
| Московская зона обороны         | Московская зона обороны | Московская зона обороны | Московская зона обороны | Московская зона обороны | Московская зона обороны        | Московская зона обороны | Московская зона обороны | Московская зона обороны |
| ------------------------------- | ----------------------- | ----------------------- | ----------------------- | ----------------------- | ------------------------------ | ----------------------- | ----------------------- | ----------------------- |
| Управление войск обороны Москвы | 2.12.1941               | Не участвовала          | Не участвовала          |                         | 15.10.1943                     | Не имеется              | П. А. Артемьев          |                         |

### Московский резервный фронт
| Основа формирования           | Дата формирования          | Боевой путь (операции)     | Боевой путь (операции)     | Дальнейшая судьба          | Дата прекращения существования | Преемник                   | Командующие фронтом        |                            |
| Основа формирования           | Дата формирования          | Оборонительные             | Наступательные             | Дальнейшая судьба          | Дата прекращения существования | Преемник                   | Командующие фронтом        |                            |
| Московский резервный фронт    | Московский резервный фронт | Московский резервный фронт | Московский резервный фронт | Московский резервный фронт | Московский резервный фронт     | Московский резервный фронт | Московский резервный фронт | Московский резервный фронт |
| ----------------------------- | -------------------------- | -------------------------- | -------------------------- | -------------------------- | ------------------------------ | -------------------------- | -------------------------- | -------------------------- |
| Фронт Можайской линии обороны | 9.10.1941                  | Не участвовал              | Не участвовал              |                            | 12.10.1941                     | Западный фронт             | П. А. Артемьев             |                            |

### Орловский фронт
| Основа формирования | Дата формирования | Боевой путь (операции) | Боевой путь (операции) | Дальнейшая судьба | Дата прекращения существования | Преемник            | Командующие фронтом |                 |
| Основа формирования | Дата формирования | Оборонительные         | Наступательные         | Дальнейшая судьба | Дата прекращения существования | Преемник            | Командующие фронтом |                 |
| Орловский фронт     | Орловский фронт   | Орловский фронт        | Орловский фронт        | Орловский фронт   | Орловский фронт                | Орловский фронт     | Орловский фронт     | Орловский фронт |
| ------------------- | ----------------- | ---------------------- | ---------------------- | ----------------- | ------------------------------ | ------------------- | ------------------- | --------------- |
| Курский фронт       | 27.3.1943         | Не участвовал          | Не участвовал          |                   | 28.3.1943                      | Брянский фронт (3ф) | М. А. Рейтер        |                 |

### Прибалтийский фронт
| Основа формирования | Дата формирования   | Боевой путь (операции) | Боевой путь (операции) | Дальнейшая судьба   | Дата прекращения существования | Преемник                | Командующие фронтом |                     |
| Основа формирования | Дата формирования   | Оборонительные         | Наступательные         | Дальнейшая судьба   | Дата прекращения существования | Преемник                | Командующие фронтом |                     |
| Прибалтийский фронт | Прибалтийский фронт | Прибалтийский фронт    | Прибалтийский фронт    | Прибалтийский фронт | Прибалтийский фронт            | Прибалтийский фронт     | Прибалтийский фронт | Прибалтийский фронт |
| ------------------- | ------------------- | ---------------------- | ---------------------- | ------------------- | ------------------------------ | ----------------------- | ------------------- | ------------------- |
| Брянский фронт (3ф) | 10.10.1943          | Не участвовал          | Не участвовал          |                     | 20.10.1943                     | 2-й Прибалтийский фронт | М. М. Попов         |                     |

### 1-й Прибалтийский фронт
| Основа формирования     | Дата формирования       | Боевой путь (операции)  | Боевой путь (операции) | Дальнейшая судьба       | Дата прекращения существования | Преемник                | Командующие фронтом           |                         |
| Основа формирования     | Дата формирования       | Оборонительные          | Наступательные | Дальнейшая судьба       | Дата прекращения существования | Преемник                | Командующие фронтом           |                         |
| 1-й Прибалтийский фронт | 1-й Прибалтийский фронт | 1-й Прибалтийский фронт | 1-й Прибалтийский фронт | 1-й Прибалтийский фронт | 1-й Прибалтийский фронт        | 1-й Прибалтийский фронт | 1-й Прибалтийский фронт       | 1-й Прибалтийский фронт |
| ----------------------- | ----------------------- | ----------------------- | --- | ----------------------- | ------------------------------ | ----------------------- | ----------------------------- | ----------------------- |
| Калининский фронт       | 20.10.1943              | Не участвовал           | Невельско-Городокская → Витебская → Витебско-Оршанская → Полоцкая → Шяуляйская → Рижская → Инстербургско-Кёнигсбергская → Земландская |                         | 21.2.1945                      | Не имеется              | А. И. Ерёменко И. Х. Баграмян |                         |

### 2-й Прибалтийский фронт
| Основа формирования     | Дата формирования       | Боевой путь (операции)  | Боевой путь (операции) | Дальнейшая судьба       | Дата прекращения существования | Преемник                | Командующие фронтом                      |                         |
| Основа формирования     | Дата формирования       | Оборонительные          | Наступательные | Дальнейшая судьба       | Дата прекращения существования | Преемник                | Командующие фронтом                      |                         |
| 2-й Прибалтийский фронт | 2-й Прибалтийский фронт | 2-й Прибалтийский фронт | 2-й Прибалтийский фронт | 2-й Прибалтийский фронт | 2-й Прибалтийский фронт        | 2-й Прибалтийский фронт | 2-й Прибалтийский фронт                  | 2-й Прибалтийский фронт |
| ----------------------- | ----------------------- | ----------------------- | --- | ----------------------- | ------------------------------ | ----------------------- | ---------------------------------------- | ----------------------- |
| Прибалтийский фронт     | 20.10.1943              | Не участвовал           | Преследование противника на новосокольническом направлении → Старорусско-Новоржевская → Режицко-Двинская → Мадонская → Рижская → Курляндская |                         | 1.4.1945                       | Не имеется              | М. М. Попов А. И. Ерёменко Л. А. Говоров |                         |

### 3-й Прибалтийский фронт
| Основа формирования     | Дата формирования       | Боевой путь (операции)  | Боевой путь (операции)                    | Дальнейшая судьба       | Дата прекращения существования | Преемник                | Командующие фронтом     |                         |
| Основа формирования     | Дата формирования       | Оборонительные          | Наступательные                            | Дальнейшая судьба       | Дата прекращения существования | Преемник                | Командующие фронтом     |                         |
| 3-й Прибалтийский фронт | 3-й Прибалтийский фронт | 3-й Прибалтийский фронт | 3-й Прибалтийский фронт                   | 3-й Прибалтийский фронт | 3-й Прибалтийский фронт        | 3-й Прибалтийский фронт | 3-й Прибалтийский фронт | 3-й Прибалтийский фронт |
| ----------------------- | ----------------------- | ----------------------- | ----------------------------------------- | ----------------------- | ------------------------------ | ----------------------- | ----------------------- | ----------------------- |
| Ленинградский фронт     | 21.4.1944               | Не участвовал           | Псковско-Островская → Тартуская → Рижская |                         | 16.10.1944                     | Не имеется              | И. И. Масленников       |                         |

### Резервный фронт
| Основа формирования               | Дата формирования                 | Боевой путь (операции)            | Боевой путь (операции)            | Дальнейшая судьба                 | Дата прекращения существования    | Преемник                          | Командующие фронтом               |                                   |
| Основа формирования               | Дата формирования                 | Оборонительные                    | Наступательные                    | Дальнейшая судьба                 | Дата прекращения существования    | Преемник                          | Командующие фронтом               |                                   |
| Резервный фронт 1-го формирования | Резервный фронт 1-го формирования | Резервный фронт 1-го формирования | Резервный фронт 1-го формирования | Резервный фронт 1-го формирования | Резервный фронт 1-го формирования | Резервный фронт 1-го формирования | Резервный фронт 1-го формирования | Резервный фронт 1-го формирования |
| --------------------------------- | --------------------------------- | --------------------------------- | --------------------------------- | --------------------------------- | --------------------------------- | --------------------------------- | --------------------------------- | --------------------------------- |
| Не имеется                        | 30.7.1941                         | Вяземская                         | Ельнинская                        |                                   | 10.10.1941                        | Западный фронт                    | Г. К. Жуков С. М. Будённый        |                                   |
| Резервный фронт 2-го формирования |                                   |                                   |                                   |                                   |                                   |                                   |                                   |                                   |
| Брянский фронт 2-го формирования  | 12.3.1943                         | Не участвовал                     | Не участвовал                     |                                   | 23.3.1943                         | Курский фронт                     | М. А. Рейтер                      |                                   |

### Северный фронт
| Основа формирования         | Дата формирования | Боевой путь (операции)                | Боевой путь (операции) | Дальнейшая судьба | Дата прекращения существования | Преемник                             | Командующие фронтом |                |
| Основа формирования         | Дата формирования | Оборонительные                        | Наступательные         | Дальнейшая судьба | Дата прекращения существования | Преемник                             | Командующие фронтом |                |
| Северный фронт              | Северный фронт    | Северный фронт                        | Северный фронт         | Северный фронт    | Северный фронт                 | Северный фронт                       | Северный фронт      | Северный фронт |
| --------------------------- | ----------------- | ------------------------------------- | ---------------------- | ----------------- | ------------------------------ | ------------------------------------ | ------------------- | -------------- |
| Ленинградский военный округ | 24.6.1941         | в Заполярье и Карелии → Ленинградская | Не участвовал          |                   | 26.8.1941                      | Ленинградский фронт Карельский фронт | М. М. Попов         |                |

### Северо-Западный фронт
| Основа формирования                | Дата формирования     | Боевой путь (операции)                    | Боевой путь (операции)                                                        | Дальнейшая судьба     | Дата прекращения существования | Преемник              | Командующие фронтом                                                        |                       |
| Основа формирования                | Дата формирования     | Оборонительные                            | Наступательные                                                                | Дальнейшая судьба     | Дата прекращения существования | Преемник              | Командующие фронтом                                                        |                       |
| Северо-Западный фронт              | Северо-Западный фронт | Северо-Западный фронт                     | Северо-Западный фронт                                                         | Северо-Западный фронт | Северо-Западный фронт          | Северо-Западный фронт | Северо-Западный фронт                                                      | Северо-Западный фронт |
| ---------------------------------- | --------------------- | ----------------------------------------- | ----------------------------------------------------------------------------- | --------------------- | ------------------------------ | --------------------- | -------------------------------------------------------------------------- | --------------------- |
| Прибалтийский Особый военный округ | 22.6.1941             | Прибалтийская → Ленинградская → Демянская | Тихвинская → Демянская → Торопецко-Холмская → Демянская → районе Старая Русса |                       | 20.11.1943                     | Не имеется            | Ф. И. Кузнецов П. П. Собенников П. А. Курочкин С. К. Тимошенко И. С. Конев |                       |

### Северо-Кавказский фронт
| Основа формирования                       | Дата формирования                         | Боевой путь (операции)                    | Боевой путь (операции)                                                                         | Дальнейшая судьба                         | Дата прекращения существования            | Преемник                                  | Командующие фронтом                       |                                           |
| Основа формирования                       | Дата формирования                         | Оборонительные                            | Наступательные                                                                                 | Дальнейшая судьба                         | Дата прекращения существования            | Преемник                                  | Командующие фронтом                       |                                           |
| Северо-Кавказский фронт 1-го формирования | Северо-Кавказский фронт 1-го формирования | Северо-Кавказский фронт 1-го формирования | Северо-Кавказский фронт 1-го формирования                                                      | Северо-Кавказский фронт 1-го формирования | Северо-Кавказский фронт 1-го формирования | Северо-Кавказский фронт 1-го формирования | Северо-Кавказский фронт 1-го формирования | Северо-Кавказский фронт 1-го формирования |
| ----------------------------------------- | ----------------------------------------- | ----------------------------------------- | ---------------------------------------------------------------------------------------------- | ----------------------------------------- | ----------------------------------------- | ----------------------------------------- | ----------------------------------------- | ----------------------------------------- |
| Крымский фронт Южный фронт                | 20.5.1942                                 | Северо-Кавказская                         | Не участвовал                                                                                  |                                           | 4.9.1942                                  | Черноморская группа войск                 | С. М. Будённый                            |                                           |
| Северо-Кавказский фронт 2-го формирования |                                           |                                           |                                                                                                |                                           |                                           |                                           |                                           |                                           |
| Северная группа войск                     | 24.1.1943                                 | Не участвовал                             | Северо-Кавказская → Краснодарская → Новороссийско-Таманская → Керченско-Эльтигенская десантная |                                           | 20.11.1943                                | Приморская армия                          | И. И. Масленников И. Е. Петров            |                                           |

### Сталинградский фронт
| Основа формирования                    | Дата формирования                      | Боевой путь (операции)                 | Боевой путь (операции)                 | Дальнейшая судьба                      | Дата прекращения существования         | Преемник                               | Командующие фронтом                         |                                        |
| Основа формирования                    | Дата формирования                      | Оборонительные                         | Наступательные                         | Дальнейшая судьба                      | Дата прекращения существования         | Преемник                               | Командующие фронтом                         |                                        |
| Сталинградский фронт 1-го формирования | Сталинградский фронт 1-го формирования | Сталинградский фронт 1-го формирования | Сталинградский фронт 1-го формирования | Сталинградский фронт 1-го формирования | Сталинградский фронт 1-го формирования | Сталинградский фронт 1-го формирования | Сталинградский фронт 1-го формирования      | Сталинградский фронт 1-го формирования |
| -------------------------------------- | -------------------------------------- | -------------------------------------- | -------------------------------------- | -------------------------------------- | -------------------------------------- | -------------------------------------- | ------------------------------------------- | -------------------------------------- |
| Юго-Западный фронт                     | 12.7.1942                              | Сталинградская                         | Не участвовал                          |                                        | 30.9.1942                              | Донской фронт                          | С. К. Тимошенко В. Н. Гордов А. И. Ерёменко |                                        |
| Сталинградский фронт 2-го формирования |                                        |                                        |                                        |                                        |                                        |                                        |                                             |                                        |
| Юго-Восточный фронт                    | 30.9.1942                              | Сталинградская                         | Сталинградская                         |                                        | 31.12.1942                             | Южный фронт                            | А. И. Ерёменко                              |                                        |

### Степной фронт
| Основа формирования   | Дата формирования | Боевой путь (операции) | Боевой путь (операции)                            | Дальнейшая судьба | Дата прекращения существования | Преемник             | Командующие фронтом |               |
| Основа формирования   | Дата формирования | Оборонительные         | Наступательные                                    | Дальнейшая судьба | Дата прекращения существования | Преемник             | Командующие фронтом |               |
| Степной фронт         | Степной фронт     | Степной фронт          | Степной фронт                                     | Степной фронт     | Степной фронт                  | Степной фронт        | Степной фронт       | Степной фронт |
| --------------------- | ----------------- | ---------------------- | ------------------------------------------------- | ----------------- | ------------------------------ | -------------------- | ------------------- | ------------- |
| Степной военный округ | 9.7.1943          | Курская                | Белгородско-Харьковская → Полтавско-Кременчугская |                   | 20.10.1943                     | 2-й Украинский фронт | И. С. Конев         |               |

### 1-й Украинский фронт
| Основа формирования  | Дата формирования    | Боевой путь (операции) | Боевой путь (операции) | Дальнейшая судьба    | Дата прекращения существования | Преемник                 | Командующие фронтом                   |                      |
| Основа формирования  | Дата формирования    | Оборонительные         | Наступательные | Дальнейшая судьба    | Дата прекращения существования | Преемник                 | Командующие фронтом                   |                      |
| 1-й Украинский фронт | 1-й Украинский фронт | 1-й Украинский фронт   | 1-й Украинский фронт | 1-й Украинский фронт | 1-й Украинский фронт           | 1-й Украинский фронт     | 1-й Украинский фронт                  | 1-й Украинский фронт |
| -------------------- | -------------------- | ---------------------- | --- | -------------------- | ------------------------------ | ------------------------ | ------------------------------------- | -------------------- |
| Воронежский фронт    | 20.10.1943           | Киевская               | Лютежская → Букринская → Киевская → Житомирско-Бердичевская → Корсунь-Шевченковская → Ровно-Луцкая → Проскуровско-Черновицкая → Львовско-Сандомирская → Боевые действия по расширению плацдарма в районе Сандомира → Карпатско-Дуклинская → Сандомирско-Силезская → Нижне-Силезская → Верхне-Силезская → Котбус-Потсдамская → Штремберг-Торгаусская → Дрезденско-Пражская → Судетская |                      | 10.6.1945                      | Центральная группа войск | Н. Ф. Ватутин Г. К. Жуков И. С. Конев |                      |

### 2-й Украинский фронт
| Основа формирования  | Дата формирования    | Боевой путь (операции) | Боевой путь (операции) | Дальнейшая судьба    | Дата прекращения существования | Преемник               | Командующие фронтом           |                      |
| Основа формирования  | Дата формирования    | Оборонительные         | Наступательные | Дальнейшая судьба    | Дата прекращения существования | Преемник               | Командующие фронтом           |                      |
| 2-й Украинский фронт | 2-й Украинский фронт | 2-й Украинский фронт   | 2-й Украинский фронт | 2-й Украинский фронт | 2-й Украинский фронт           | 2-й Украинский фронт   | 2-й Украинский фронт          | 2-й Украинский фронт |
| -------------------- | -------------------- | ---------------------- | --- | -------------------- | ------------------------------ | ---------------------- | ----------------------------- | -------------------- |
| Степной фронт        | 20.10.1943           | Не участвовал          | Пятихатская → Знаменская → Корсунь-Шевченковская → Уманско-Ботошанская → Ясско-Фокшанская → Бухарестско-Арадская → Дебреценская → Белградская → Будапештская → Плешевец-Брезновская → Банска-Быстрицская → Дьерская → Братиславско-Брновская → Штурм Вены → Оломоуцкая → Йиглаво-Бенешовская |                      | 10.6.1945                      | Одесский военный округ | И. С. Конев Р. Я. Малиновский |                      |

### 3-й Украинский фронт
| Основа формирования     | Дата формирования    | Боевой путь (операции) | Боевой путь (операции) | Дальнейшая судьба    | Дата прекращения существования | Преемник             | Командующие фронтом              |                      |
| Основа формирования     | Дата формирования    | Оборонительные         | Наступательные | Дальнейшая судьба    | Дата прекращения существования | Преемник             | Командующие фронтом              |                      |
| 3-й Украинский фронт    | 3-й Украинский фронт | 3-й Украинский фронт   | 3-й Украинский фронт | 3-й Украинский фронт | 3-й Украинский фронт           | 3-й Украинский фронт | 3-й Украинский фронт             | 3-й Украинский фронт |
| ----------------------- | -------------------- | ---------------------- | --- | -------------------- | ------------------------------ | -------------------- | -------------------------------- | -------------------- |
| Юго-Западный фронт (2ф) | 20.10.1943           | Балатонская            | Днепропетровская → Никопольско-Криворожская → Березнеговато-Снигиревская → Одесская → Кишинёвско-Измаильская → Белградская → Апатин-Капошварская → Секешфехервар-Эстергомская → Веспремская → Шопрон-Баденская → Надьканиже-Кермендская → Штурм Вены → Грацско-Амштеттенская |                      | 15.6.1945                      | Южная группа войск   | Р. Я. Малиновский Ф. И. Толбухин |                      |

### 4-й Украинский фронт
| Основа формирования                    | Дата формирования                      | Боевой путь (операции)                 | Боевой путь (операции)                                                                               | Дальнейшая судьба                      | Дата прекращения существования         | Преемник                               | Командующие фронтом                    |                                        |
| Основа формирования                    | Дата формирования                      | Оборонительные                         | Наступательные                                                                                       | Дальнейшая судьба                      | Дата прекращения существования         | Преемник                               | Командующие фронтом                    |                                        |
| 4-й Украинский фронт 1-го формирования | 4-й Украинский фронт 1-го формирования | 4-й Украинский фронт 1-го формирования | 4-й Украинский фронт 1-го формирования                                                               | 4-й Украинский фронт 1-го формирования | 4-й Украинский фронт 1-го формирования | 4-й Украинский фронт 1-го формирования | 4-й Украинский фронт 1-го формирования | 4-й Украинский фронт 1-го формирования |
| -------------------------------------- | -------------------------------------- | -------------------------------------- | --- | -------------------------------------- | -------------------------------------- | -------------------------------------- | -------------------------------------- | -------------------------------------- |
| Южный фронт                            | 20.10.1943                             | Не участвовал                          | Мелитопольская → Никопольско-Криворожская → Крымская                                                 |                                        | 31.5.1944                              | Не имеется                             | Ф. И. Толбухин                         |                                        |
| 4-й Украинский фронт 2-го формирования |                                        |                                        | |                                        |                                        |                                        |                                        |                                        |
| Не имеется                             | 5.8.1944                               | Не участвовал                          | Карпатско-Ужгородская → Ондавская → Кошицко-Попрадская → Бельская → Моравско-Остравская → Оломоуцкая |                                        | 25.8.1945                              | Прикарпатский военный округ            | И. Е. Петров А. И. Ерёменко            |                                        |

### Фронт Можайской линии обороны
| Основа формирования           | Дата формирования             | Боевой путь (операции)        | Боевой путь (операции)        | Дальнейшая судьба             | Дата прекращения существования | Преемник                      | Командующие фронтом           |                               |
| Основа формирования           | Дата формирования             | Оборонительные                | Наступательные                | Дальнейшая судьба             | Дата прекращения существования | Преемник                      | Командующие фронтом           |                               |
| Фронт Можайской линии обороны | Фронт Можайской линии обороны | Фронт Можайской линии обороны | Фронт Можайской линии обороны | Фронт Можайской линии обороны | Фронт Можайской линии обороны  | Фронт Можайской линии обороны | Фронт Можайской линии обороны | Фронт Можайской линии обороны |
| ----------------------------- | ----------------------------- | ----------------------------- | ----------------------------- | ----------------------------- | ------------------------------ | ----------------------------- | ----------------------------- | ----------------------------- |
| Не имеется                    | 18.7.1941                     | Не участвовал                 | Не участвовал                 |                               | 30.7.1941                      | Резервный фронт 1ф            | П. А. Артемьев                |                               |

### Фронт резервных армий
| Основа формирования             | Дата формирования     | Боевой путь (операции) | Боевой путь (операции) | Дальнейшая судьба     | Дата прекращения существования | Преемник              | Командующие фронтом   |                       |
| Основа формирования             | Дата формирования     | Оборонительные         | Наступательные         | Дальнейшая судьба     | Дата прекращения существования | Преемник              | Командующие фронтом   |                       |
| Фронт резервных армий           | Фронт резервных армий | Фронт резервных армий  | Фронт резервных армий  | Фронт резервных армий | Фронт резервных армий          | Фронт резервных армий | Фронт резервных армий | Фронт резервных армий |
| ------------------------------- | --------------------- | ---------------------- | ---------------------- | --------------------- | ------------------------------ | --------------------- | --------------------- | --------------------- |
| Группа армий резерва Ставки ВГК | 14.7.1941             | Не участвовал          | Не участвовал          |                       | 25.7.1941                      | Резервный фронт 1ф    | И. А. Богданов        |                       |

### Центральный фронт
| Основа формирования                 | Дата формирования                   | Боевой путь (операции)                                  | Боевой путь (операции)                                                              | Дальнейшая судьба                   | Дата прекращения существования      | Преемник                            | Командующие фронтом                 |                                     |
| Основа формирования                 | Дата формирования                   | Оборонительные                                          | Наступательные                                                                      | Дальнейшая судьба                   | Дата прекращения существования      | Преемник                            | Командующие фронтом                 |                                     |
| Центральный фронт 1-го формирования | Центральный фронт 1-го формирования | Центральный фронт 1-го формирования                     | Центральный фронт 1-го формирования                                                 | Центральный фронт 1-го формирования | Центральный фронт 1-го формирования | Центральный фронт 1-го формирования | Центральный фронт 1-го формирования | Центральный фронт 1-го формирования |
| ----------------------------------- | ----------------------------------- | ------------------------------------------------------- | ----------------------------------------------------------------------------------- | ----------------------------------- | ----------------------------------- | ----------------------------------- | ----------------------------------- | ----------------------------------- |
| 4-я армия                           | 24.7.1941                           | Гомельско-Трубчевская → Гомельско-Трубчевская           | Рогачёвско-Жлобинская → Рославль-Новозыбковская                                     |                                     | 25.8.1941                           | Брянский фронт 1ф                   | Ф. И. Кузнецов М. Г. Ефремов        |                                     |
| Центральный фронт 2-го формирования |                                     |                                                         |                                                                                     |                                     |                                     |                                     |                                     |                                     |
| Донской фронт                       | 15.2.1943                           | Оборонительная операция на Орловско-Курском направлении | Боевые действия на севском направлении → Кромско-Орловская → Черниговско-Припятская |                                     | 20.10.1943                          | Белорусский фронт 1ф                | К. К. Рокоссовский                  |                                     |

### Юго-Восточный фронт
| Основа формирования     | Дата формирования   | Боевой путь (операции) | Боевой путь (операции) | Дальнейшая судьба   | Дата прекращения существования | Преемник                | Командующие фронтом |                     |
| Основа формирования     | Дата формирования   | Оборонительные         | Наступательные         | Дальнейшая судьба   | Дата прекращения существования | Преемник                | Командующие фронтом |                     |
| Юго-Восточный фронт     | Юго-Восточный фронт | Юго-Восточный фронт    | Юго-Восточный фронт    | Юго-Восточный фронт | Юго-Восточный фронт            | Юго-Восточный фронт     | Юго-Восточный фронт | Юго-Восточный фронт |
| ----------------------- | ------------------- | ---------------------- | ---------------------- | ------------------- | ------------------------------ | ----------------------- | ------------------- | ------------------- |
| Сталинградский фронт 1ф | 7.8.1942            | Сталинградская         | Не участвовал          |                     | 30.9.1942                      | Сталинградский фронт 2ф | А. И. Ерёменко      |                     |

### Юго-Западный фронт
| Основа формирования                  | Дата формирования                    | Боевой путь (операции)                                                                                                  | Боевой путь (операции)                                                                                    | Дальнейшая судьба                    | Дата прекращения существования       | Преемник                             | Командующие фронтом                           |                                      |
| Основа формирования                  | Дата формирования                    | Оборонительные | Наступательные                                                                                            | Дальнейшая судьба                    | Дата прекращения существования       | Преемник                             | Командующие фронтом                           |                                      |
| Юго-Западный фронт 1-го формирования | Юго-Западный фронт 1-го формирования | Юго-Западный фронт 1-го формирования                                                                                    | Юго-Западный фронт 1-го формирования                                                                      | Юго-Западный фронт 1-го формирования | Юго-Западный фронт 1-го формирования | Юго-Западный фронт 1-го формирования | Юго-Западный фронт 1-го формирования          | Юго-Западный фронт 1-го формирования |
| ------------------------------------ | ------------------------------------ | --- | --- | ------------------------------------ | ------------------------------------ | ------------------------------------ | --------------------------------------------- | ------------------------------------ |
| Киевский Особый военный округ        | 22.6.1941                            | Приграничное сражение на Украине → Львовско-Луцкая → Киевская → Сумско-Харьковская → Донбасская → Валуйско-Россошанская | Елецкая → Курско-Обояньская → Барвенково-Лозовская → Харьковское сражение                                 |                                      | 12.7.1942                            | Южный фронт Сталинградский фронт     | М. П. Кирпонос С. К. Тимошенко Ф. Я. Костенко |                                      |
| Юго-Западный фронт 2-го формирования |                                      | | |                                      |                                      |                                      |                                               |                                      |
| Не имеется                           | 25.10.1942                           | Харьковская | Миллерово-Ворошиловградская → Харьковская → Изюм-Барвенковская → Барвенковско-Павлоградская → Запорожская |                                      | 20.10.1943                           | 3-й Украинский фронт                 | Н. Ф. Ватутин Р. Я. Малиновский               |                                      |

### Южный фронт
| Основа формирования           | Дата формирования             | Боевой путь (операции) | Боевой путь (операции)                                                        | Дальнейшая судьба             | Дата прекращения существования | Преемник                      | Командующие фронтом                                             |                               |
| Основа формирования           | Дата формирования             | Оборонительные | Наступательные                                                                | Дальнейшая судьба             | Дата прекращения существования | Преемник                      | Командующие фронтом                                             |                               |
| Южный фронт 1-го формирования | Южный фронт 1-го формирования | Южный фронт 1-го формирования | Южный фронт 1-го формирования                                                 | Южный фронт 1-го формирования | Южный фронт 1-го формирования  | Южный фронт 1-го формирования | Южный фронт 1-го формирования                                   | Южный фронт 1-го формирования |
| ----------------------------- | ----------------------------- | --- | ----------------------------------------------------------------------------- | ----------------------------- | ------------------------------ | ----------------------------- | --------------------------------------------------------------- | ----------------------------- |
| Не имеется                    | 25.6.1941                     | Станиславско-Проскуровская → Операция в Молдавии → Тирасполь-Мелитопольская → Оборона Одессы → Ростовская → Ворошиловградско-Шахтинская → Тихорецко-Ставропольская | Ростовская → Барвенково-Лозовская → Харьковское сражение                      |                               | 12.7.1942                      | Северо-Кавказский фронт       | И. В. Тюленев Д. И. Рябышев Я. Т. Черевиченко Р. Я. Малиновский |                               |
| Южный фронт 2-го формирования |                               | |                                                                               |                               |                                |                               |                                                                 |                               |
| Сталинградский фронт          | 1.1.1943                      | Харьковская → Киевская → Сумско-Харьковская → Донбасская → Валуйско-Россошанская                                                                                   | Сальская → Ростовская → на реке Миус → Миусско-Мариупольская → Мелитопольская |                               | 20.10.1943                     | 4-й Украинский фронт          | А. И. Ерёменко Р. Я. Малиновский Ф. И. Толбухин                 |                               |

### 1-й Дальневосточный фронт
| Основа формирования       | Дата формирования         | Боевой путь (операции)    | Боевой путь (операции)    | Дальнейшая судьба         | Дата прекращения существования | Преемник                  | Командующие фронтом       |                           |
| Основа формирования       | Дата формирования         | Оборонительные            | Наступательные            | Дальнейшая судьба         | Дата прекращения существования | Преемник                  | Командующие фронтом       |                           |
| 1-й Дальневосточный фронт | 1-й Дальневосточный фронт | 1-й Дальневосточный фронт | 1-й Дальневосточный фронт | 1-й Дальневосточный фронт | 1-й Дальневосточный фронт      | 1-й Дальневосточный фронт | 1-й Дальневосточный фронт | 1-й Дальневосточный фронт |
| ------------------------- | ------------------------- | ------------------------- | ------------------------- | ------------------------- | ------------------------------ | ------------------------- | ------------------------- | ------------------------- |
| Приморская группа войск   | 5.8.1945                  | Не участвовал             | Харбино-Гиринская         |                           | 1.10.1945                      | Не имеется                | К. А. Мерецков            |                           |

### 2-й Дальневосточный фронт
| Основа формирования       | Дата формирования         | Боевой путь (операции)    | Боевой путь (операции)                                 | Дальнейшая судьба         | Дата прекращения существования | Преемник                  | Командующие фронтом       |                           |
| Основа формирования       | Дата формирования         | Оборонительные            | Наступательные                                         | Дальнейшая судьба         | Дата прекращения существования | Преемник                  | Командующие фронтом       |                           |
| 2-й Дальневосточный фронт | 2-й Дальневосточный фронт | 2-й Дальневосточный фронт | 2-й Дальневосточный фронт                              | 2-й Дальневосточный фронт | 2-й Дальневосточный фронт      | 2-й Дальневосточный фронт | 2-й Дальневосточный фронт | 2-й Дальневосточный фронт |
| ------------------------- | ------------------------- | ------------------------- | ------------------------------------------------------ | ------------------------- | ------------------------------ | ------------------------- | ------------------------- | ------------------------- |
| Дальневосточный фронт     | 5.8.1945                  | Не участвовал             | Сунгарийская → Южно-Сахалинская → Курильская десантная |                           | 1.10.1945                      | Не имеется                | М. А. Пуркаев             |                           |

### Забайкальский фронт
| Основа формирования         | Дата формирования   | Боевой путь (операции) | Боевой путь (операции) | Дальнейшая судьба   | Дата прекращения существования | Преемник                            | Командующие фронтом             |                     |
| Основа формирования         | Дата формирования   | Оборонительные         | Наступательные         | Дальнейшая судьба   | Дата прекращения существования | Преемник                            | Командующие фронтом             |                     |
| Забайкальский фронт         | Забайкальский фронт | Забайкальский фронт    | Забайкальский фронт    | Забайкальский фронт | Забайкальский фронт            | Забайкальский фронт                 | Забайкальский фронт             | Забайкальский фронт |
| --------------------------- | ------------------- | ---------------------- | ---------------------- | ------------------- | ------------------------------ | ----------------------------------- | ------------------------------- | ------------------- |
| Забайкальский военный округ | 15.9.1941           | Не участвовал          | Хингано-Мукденская     |                     | 1.10.1945                      | Забайкальско-Амурский военный округ | М. П. Ковалёв Р. Я. Малиновский |                     |